# Chapelle des Anges du Mesnil-en-Vallée
La chapelle du cimetière du Mesnil-en-Vallée est une chapelle située au Mesnil-en-Vallée, en France.

## Localisation
La chapelle est située dans le département français de Maine-et-Loire, sur la commune du Mesnil-en-Vallée.

## Historique
L'édifice est inscrit au titre des monuments historiques en 1969.